# 丹地紫羅蘭足球會
丹地紫羅蘭足球會（英語：Dundee Violet Football Club）是一個位於蘇格蘭丹地的初級足球會，於1883年創辦，是蘇格蘭初級足球協會成員，目前在中部足球聯賽作賽。
球會在1929年贏得蘇格蘭初級盃，決賽以2比2，重賽4-0在丹斯公園球場擊敗對手奪冠。

## 榮譽
- 蘇格蘭初級盃：1928–29

## 外部連結
- 官方網站

56°28′23″N 2°59′52″W / 56.472987°N 2.997905°W